# アンダイエ会談
アンダイエ会談（アンダイエかいだん、The Meeting of Hendayeまたは Interview of Hendaye）は、1940年10月23日、フランシスコ・フランコとアドルフ・ヒトラー（当時はスペインのカウディーリョとドイツの総統）の間で、スペインとフランスの国境に近いフランスのアンダイエの鉄道駅で行われた会談。会談には、フランコ体制下のスペインのラモン・セラーノ・スニェールとナチスのヨアヒム・フォン・リッベントロップの各外相も出席した。

## 概要
会議の目的は、スペインが大英帝国に対する戦争で枢軸国に加わる条件に関する意見の相違を解決することを試みることだった。しかし、7時間の会談の後、スペインの要求は依然としてヒトラーにとって恐喝的に見えた（イギリスが敗北した後のジブラルタルの引き渡し。フランス領モロッコとフランス領アルジェリアの一部を割譲すること。フランス領カメルーンのスペイン植民地ギニアへの執着。スペイン内戦後にスペインが直面した危機的な経済的および軍事的状況を緩和するための食糧、ガソリン、武器のドイツによる供給）。ヒトラーはヴィシー・フランス政権との関係を乱すことを望まなかった。
唯一の具体的な結果は、フランコが自ら選んだ日に参戦することを約束する秘密協定の署名であり、ヒトラーはスペインが「アフリカの領土」を受け取るという曖昧な保証しか与えなかった。数日後、ドイツでヒトラーがムッソリーニに「あの男と再び話すより、自分の歯を3、4本抜いた方がいい」と言ったのは有名である。フランコがスペインの参戦をヒトラーに要求しすぎて手を誇張したのか、それとも戦争への参加を避けるために故意に要求しすぎたのかは、歴史的な議論の対象となっている。